# Souldier
Souldier è il secondo album in studio della cantautrice francese Jain, pubblicato il 24 agosto 2018.

## Tracce
Testi e musiche di Jeanne Louise Galice.
1. On My Way – 3:23
2. Flash (Pointe-Noire) – 2:19
3. Alright – 3:42
4. Oh Man – 3:22
5. Inspecta – 3:05
6. Dream – 3:04
7. Star – 3:01
8. Feel It – 2:39
9. Abu Dhabi – 2:51
10. Souldier – 3:46

## Formazione
Musicisti
- Jain – voce, tastiere (tracce 3, 4 e 6), chitarra (tracce 2 e 6), batteria elettronica (traccia 3), batteria (traccia 7), sitar (traccia 9)
- Maxim Nucci – basso elettrico, tastiere, chitarra (tracce 3-8), batteria elettronica (traccia 3), sassofono (traccia 7)
- Johan Dalgaard – tastiere (tracce 2, 9, 10)
- Michael Désir – batteria (tracce 3, 9, 10)
- Sidiki Diabaté – kora (traccia 4)
- Cub1 et Cyril Atef – percussioni (traccia 9)

Produzione
- Maxim Nucci – produzione, registrazione, ingegneria del suono e missaggio (tutte le tracce)